# Klassikaal onderwijs
Mate van vrijheid
van de lerende om zijn eigen leerproces in te richten (afnemend van boven naar beneden)
| Vrij        |
| Onderneming |
| Project     |
| Probleem    |
| Opdracht    |
| Taak        |
| Instructie  |

Het voornaamste middel dat de onderwijsvorm gebruikt is een indicatie
Klassikaal onderwijs, ook wel 'frontaal onderwijs' genoemd, is een traditionele manier van lesgeven waarbij een leraar of docent, voornamelijk in het basis- en voortgezet onderwijs, een groep leerlingen als geheel uitleg en instructie geeft. 
De leerlingen worden bij deze vorm van onderwijs geactiveerd tijdens de instructie en de zelfstandige verwerking van de leerstof. Ook kan de leerkracht in zijn instructie differentiëren naar niveau.
Klassikaal onderwijs is in de 19e eeuw de norm geworden, omdat het van belang werd geacht dat alle leerlingen hetzelfde basisniveau konden bereiken. Tot de 19e eeuw was hoofdelijk (individueel) onderwijs gebruikelijk geweest. Vanaf het einde van de 19e en 20e eeuw ontstonden andere pedagogische inzichten en werden alternatieve vormen van educatie toegepast. Ook in het traditionele onderwijs werd steeds meer gewerkt met andere manieren van instructie. In de tweede helft van de 20e eeuw ontstonden vele experimenten in het voortgezet onderwijs, onder andere in de (in Nederland ter ziele gegane) middenschool. In 1998 werd in Nederland het concept van het Studiehuis geïntroduceerd, waarbij zelfstandig werken werd gestimuleerd. Ondanks deze pogingen tot onderwijsvernieuwing blijft klassikaal onderwijs vooralsnog een vaak toegepast fenomeen.